# José de Gregorio y Mauro
Joseph Juan Antonio Pablo de Gregorio y Mauro, II Marqués de Vallesantoro (Mesina, 26 de mayo de 1725 - Zaragoza, 25 de julio de 1784 ) fue un aristócrata y militar español de origen italiano, Capitán general de Aragón durante el reinado de Carlos III de España.
Era hijo de Leopoldo de Gregorio y Masnata, marqués de Esquilache y ministro de Carlos III, y de Josefa Mauro y Grimaldi, oriunda de Mesina. En agosto de 1744 se unió a las unidades españolas estacionadas en Nápoles, donde ascendió a capitán en 1745 y a coronel en 1748. En 1760 su padre le cedió el título de marqués de Vallesantoro, un título de las Dos Sicilias que le había concedido Carlos III en 1745, y pasó a España con el grado de brigadier de infantería. En 1748 se casó en Montpellier con María Ignacia Paterno, nacida en Valencia e hija de un militar italiano al servicio de España. Tuvo tres hijos, Leopoldo Gregorio Paterno (1784), que llegó a ser gobernador de Barcelona, Francisco María (1755) y Ramón María (1774). En 1750 ya había ascendido a comandante con batallón en el Regimiento de Infantería de Milán.
En 1763 ascendió a mariscal de campo y fue destinado a Cataluña, donde fue nombrado gobernador militar (24 de octubre de 1764) y corregidor (1 de noviembre de 1764) de Gerona hasta 1772. Gracias a la influencia de su padre, el 1 de abril de 1770 fue ascendido a teniente general y el 27 de marzo de 1772 fue nombrado gobernador militar y el 24 de mayo de 1772 corregidor de Barcelona, cargo del que fue destituido en julio de 1773 a causa de la represión del alboroto de las quintas, que estalló cuando se intentó instalar el Principado el sistema de quintas. El 28 de julio de 1773 fue nombrado capitán general interino de Extremadura hasta 1774 y el 2 de octubre de 1775 de Castilla la Vieja. Asentado en Zamora, fundó la Real Sociedad de Amigos del País de Zamora (1779), organización que dirigió hasta 1782. De allí pasó a ser fue nombrado Capitán General de Aragón y presidente de la Real Audiencia el 24 de febrero de 1779, cargo que ocupó hasta su muerte el 25 de julio de 1784. El 11 de febrero de 1784, unos meses antes de su fallecimiento, fue nombrado caballero de la Orden de Santiago.